# Shawarma
Shawarma (arabisk: شاورما, kendt fra 1980 af tyrkisk çevirme 'spidsteg, (om)drejning', af çevirmek 'dreje, kredse, vende') er en levantinsk-arabisk og tyrkisk tilberedningsmetode, hvor kød af okse, lam, ged, kylling, kalkun eller en blanding heraf, krydres og placeres i en stor blok på et spid og langtidsgrilles. 
Ved servering skæres det yderste kød af spiddet i tynde flager, og det tilbageværende kød steger videre på det roterende spid. 
Det afskårne kød kan serveres direkte og serveres med tomat, agurk, tabbouleh, fattoush og taboon-brød.   
Shawarma er en udbredt fast-food i både Europa, Mellemøsten og Kaukasus. Som fast-food er den mest almindelige serveringsform dog at pakke Shawarma-kødet ind i brød sammen med salat, dressing m.m. Shawarma refererer således i daglig tale til et pitabrød eller sammenrullet fladbrød(kaldet en "wrap" eller en "durumrulle") med shawarma-kød og salat. 
Ordet shawarma er arabisk, men stammer oprindeligt fra det tyrkiske ord çevirme som betyder dreje.
Alternative betegnelser for shawarma er det tyrkiske döner kebab som betyder "roterende kebab" og det græske gyros som betyder vendt. Desuden findes en beslægtet armensk ret tarna, som bogstaveligt betyder at vende.